# Viva Forever
"Viva Forever" là một bài hát của nhóm nhạc nữ nước Anh Spice Girls nằm trong album phòng thu thứ hai của họ, Spiceworld (1997). Ban đầu, nó được dự định sẽ là một đĩa đơn mặt A đôi với "Never Give Up on the Good Times", nhưng kế hoạch đã bị thay đổi sau khi thành viên Geri Halliwell rời nhóm. Bài hát được phát hành vào ngày 20 tháng 7 năm 1998 như là đĩa đơn thứ tư và cũng là cuối cùng trích từ album bởi Virgin Records. Đây là một bản pop ballad với sự kết hợp từ những yếu tố của R&B và Latin pop.
"Viva Forever" nhận được những đánh giá tích cực từ các nhà phê bình âm nhạc, trong đó họ đánh giá cao sự thay đổi trong phong cách âm nhạc của nhóm, và so sánh bài hát với một đĩa đơn khác của họ, "Mama". Mặc dù không nhận được quá nhiều sự quảng bá từ Spice Girls, nó đã trở thành đĩa đơn quán quân thứ bảy của nhóm tại thị trường Vương quốc Anh, đạt vị trí quán quân trong hai tuần liên tiếp và được chứng nhận đĩa Bạch kim tại đây. Bài hát cũng rất thành công trên thị trường quốc tế, đạt vị trí số một ở New Zealand và lọt vào top 5 ở Úc, Áo, Canada, Đức, Ireland, Ý, Hà Lan và Thụy Sĩ. Tính đến nay, "Viva Forever" luôn được xem là một trong những sản phẩm âm nhạc ấn tượng nhất trong sự nghiệp của Spice Girls.
Video ca nhạc của "Viva Forever" được đạo diễn bởi Steve Box, trong đó 5 thành viên xuất hiện trong hình tượng những nàng tiên hoạt hình và tương tác với hai người bạn trong một khu rừng. Nó được phát hành chỉ vài tháng trước khi Halliwell rời nhóm, và những hình ảnh của cô đã xuất hiện trong video cũng như trên bìa đĩa đơn. Để quảng bá bài hát, bốn thành viên còn lại đã biểu diễn nó trên Top of the Pops và chương trình Xổ số quốc gia. Một phiên bản song ca với Pavarotti đã được thể hiện tại sự kiện từ thiện hàng năm của ông, Pavarotti and Friends. Nó cũng đã được trình diễn trực tiếp với đầy đủ 5 thành viên trong chuyến lưu diễn trở lại của họ, Return of the Spice Girls (2007). Năm 2012, tựa đề của bài hát cũng được đặt cho vở nhạc kịch cùng tên với nội dung liên quan đến những bài hát của nhóm.

## Danh sách bài hát
| - CD1 tại Vương quốc Anh/CD tại Úc/CD tại Brazil/CD1 tại Đài Loan 1. "Viva Forever" (radio chỉnh sửa) – 4:10 2. "Viva Forever" (Tony Rich Remix) – 5:30 3. "Viva Forever" (Tony Rich không lời) – 5:42 4. "Viva Forever" (video) - CD2 tại Vương quốc Anh/Cassette tại Vương quốc Anh/CD tại Malaysia/CD2 tại Đài Loan 1. "Viva Forever" (radio chỉnh sửa) – 4:10 2. "Who Do You Think You Are" (trực tiếp) – 4:22 3. "Say You'll Be There" (trực tiếp) – 4:25 - CD tại châu Âu 1. "Viva Forever" (radio chỉnh sửa) – 4:10 2. "Viva Forever" (Tony Rich Remix) – 5:30 | - CD tại Nhật Bản 1. "Viva Forever" (radio chỉnh sửa) – 4:10 2. "Viva Forever" (Tony Rich Remix) – 5:30 3. "Who Do You Think You Are" (trực tiếp) – 4:22 4. "Say You'll Be There" (trực tiếp) – 4:25 - Đĩa đơn 12" tại Pháp 1. A1: "Viva Forever" (bản album) – 5:09 2. B1: "Viva Forever" (Groovy Mix – Tony Rich Remix) – 5:30 - Đĩa đơn 7" tại Vương quốc Anh 1. A1: "Viva Forever" (radio chỉnh sửa) – 4:10 2. B1: "Who Do You Think You Are" (trực tiếp) – 4:22 |

## Xếp hạng
| Bảng xếp hạng (1998)            | Vị trí cao nhất |
| ------------------------------- | --------------- |
| Úc (ARIA)                       | 2               |
| Áo (Ö3 Austria Top 40)          | 4               |
| Bỉ (Ultratop 50 Flanders)       | 13              |
| Bỉ (Ultratop 50 Wallonia)       | 9               |
| Canada (RPM)                    | 2               |
| Canada Adult Contemporary (RPM) | 5               |
| Châu Âu (Eurochart Hot 100)     | 2               |
| Pháp (SNEP)                     | 18              |
| Đức (Official German Charts)    | 4               |
| Ireland (IRMA)                  | 2               |
| Ý (FIMI)                        | 2               |
| Hà Lan (Dutch Top 40)           | 7               |
| Hà Lan (Single Top 100)         | 7               |
| New Zealand (Recorded Music NZ) | 1               |
| Na Uy (VG-lista)                | 12              |
| Scotland (OCC)                  | 1               |
| Thụy Điển (Sverigetopplistan)   | 6               |
| Thụy Sĩ (Schweizer Hitparade)   | 3               |
| Anh Quốc (OCC)                  | 1               |

| Bảng xếp hạng (1998)                 | Vị trí |
| ------------------------------------ | ------ |
| Australia (ARIA)                     | 23     |
| Austria (Ö3 Austria Top 40)          | 21     |
| Belgium (Ultratop 40 Wallonia)       | 42     |
| Canada Adult Contemporary (RPM)      | 38     |
| Denmark (Tracklisten)                | 19     |
| Europe (European Hot 100)            | 21     |
| France (SNEP)                        | 78     |
| Germany (Official German Charts)     | 19     |
| Italy (Hit Parade)                   | 10     |
| Netherlands (Dutch Top 40)           | 42     |
| Netherlands (Single Top 100)         | 38     |
| New Zealand (Recorded Music NZ)      | 16     |
| Sweden (Sverigetopplistan)           | 30     |
| Switzerland (Schweizer Hitparade)    | 16     |
| UK Singles (Official Charts Company) | 13     |

| Bảng xếp hạng (1990–99)              | Vị trí |
| ------------------------------------ | ------ |
| UK Singles (Official Charts Company) | 77     |

## Chứng nhận
| Quốc gia                                                                           | Chứng nhận | Số đơn vị/doanh số chứng nhận |
| ---------------------------------------------------------------------------------- | ---------- | ----------------------------- |
| Úc (ARIA)                                                                          | Bạch kim   | 70.000^                       |
| Bỉ (BEA)                                                                           | Vàng       | 0*                            |
| Pháp (SNEP)                                                                        | Bạc        | 125,000*                      |
| Đức (BVMI)                                                                         | Vàng       | 0^                            |
| New Zealand (RMNZ)                                                                 | Bạch kim   | 10.000*                       |
| Thụy Điển (GLF)                                                                    | Vàng       | 15.000^                       |
| Thụy Sĩ (IFPI)                                                                     | Vàng       | 25.000^                       |
| Anh Quốc (BPI)                                                                     | Bạch kim   | 675,000                       |
| * Chứng nhận dựa theo doanh số tiêu thụ. ^ Chứng nhận dựa theo doanh số nhập hàng. |            |                               |